# カネジ・ドウモト
カネジ・ドウモト（Kaneji "Kan" Domoto、堂本兼次、1912年12月5日 - 2002年1月27日）は、アメリカ合衆国で活躍した日系人ランドスケープアーキテクト、建築家。カリフォルニア州オークランド生まれ。
1940年にフランク・ロイド・ライトに師事、タリアセンに入り、カリフォルニアで建築家やランドスケープアーキテクトとしてのキャリアを本格的に始めた。ニューヨーク州プレザントヴィルで、ライトらのUsonia住宅開発に関与し、住宅を数件設計。タリアセン以降、50年以上のキャリアを持ち、主に後に移り住んだウェストチェスター郡の邸宅地ほか、東はコネチカット州からフロリダ州まで南北に、またカリフォルニア州バークレー、イリノイ州シカゴ、オハイオ州コロンバスといった北東部の州まで取り囲んで、住宅や商業プロジェクトのためのランドスケープデザインに従事し、さらにホテルなどリゾート複合施設の造園を行うために南下し、後にジャマイカ、それらの西インド諸島の島まで庭の仕事を得ていたとされる。建築やランドスケープ・デザインにおける長年の生産的なキャリアを誇る。

## 人物
13人兄弟の8番目に生まれた。椿園の養樹園主の父、堂本金太郎 (Kanetaro "Tom" Domoto) からは牡丹の伝播技術を学ぶ。スタンフォード大学に進学し物理学を専攻。その後、カリフォルニア大学バークレー校に進学しランドスケープを学ぶ。庭園設計でのキャリアを東海岸でつむ。最初にした庭園の一つはニューヨークで日本庭園に興味を持っていた教授のためで、しばらく兄と園芸の仕事をしていた。1939年のニューヨーク万国博覧会 (1939年)で日本の展示物を担当。巨大な岩石を使う日本庭園の展示を手がけ、翌年にサンフランシスコ・トレジャーアイランドで開催されるゴールデンゲート国際博覧会で、同様の仕事を支援するために西海岸に移動。その後はタリアセンを経て独立するが、第二次世界大戦中はコロラド州アマチのグラナダ強制収容所に妻と共に抑留されている。解放後には家族でニューヨーク州ニューロシェルに移住。戦後、しばらくは住宅展示場のフェアハウジングなどを手がけていた。
その後はパウンドリッジ・ユニークチェスタートリートのトリニティパスなど50年以上の長きにわたり、住宅や商業プロジェクトを手がけていく。1983年に、シカゴ市ジャクソンパーク内「大阪ガーデン」改修のデザインで、セントラルパーク管理委員会が主催するフレデリック・ロー・オルムステッド賞を日系アメリカ人として初受賞する。このほか、多くの賞を受賞してきた。
著書に『Bonsai and the Japanese garden : applying the ancient bonsai art and Japanese landscaping to America's gardens』（Countryside Books,U.S. 1974年、ISBN 978-0884530138、George Kayと共著) がある。

## 参考
- California Horticulture Oral History Series website:Toichi Domoto,A Japanese-American nurseryman's life in California: floriculture and family, 1883-1992.With Introductions by Julius Nuccio and Ernest Wertheim.Interviews Conducted by Suzanne B. Riess in 1992 The Bancroft Library.University of California, Berkeley
- Secret Teachings Art of Japanese Gardens,David Slawson, Fl 1204-1213 Senz Zoen, Mary Eugenia Mye,Kodansha America, Inc,1987
- 『フランク・ロイド・ライトのランドスケープデザイン』（Charles E.Aguar, Berdeana Aguar 著, 大木順子 訳、丸善、2004年、ISBN 978-4621074923）
- シカゴ市ジャクソンパーク「大阪ガーデン」『海外の日本庭園』